# SilkAir
SilkAir foi uma companhia aérea com sede em Singapura. É uma subsidiária da Singapore Airlines e opera serviços regulares de passageiros a partir de Singapura a outras 43 cidades do Sudeste da Ásia, Sul da Ásia, China e Austrália. Ela serve os destinos de curta distância da Singapore Airlines, e voou 1.560 mil passageiros em 2006.
Em 31 de março de 2010, SilkAir empregava 278 funcionários.

## História
A companhia aérea teve suas raízes como uma empresa de ar-charter regional Tradewinds Charters formada em 1976, e utilizando predominantemente aviões alugados da empresa-mãe Singapore Airlines servindo destinos de lazer.
Uma grande revisão de marketing foi iniciada em 1991, que culminou em 01 de abril de 1992, dando a companhia aérea seu presente nome e logotipo como uma nova identidade corporativa.

## Frota

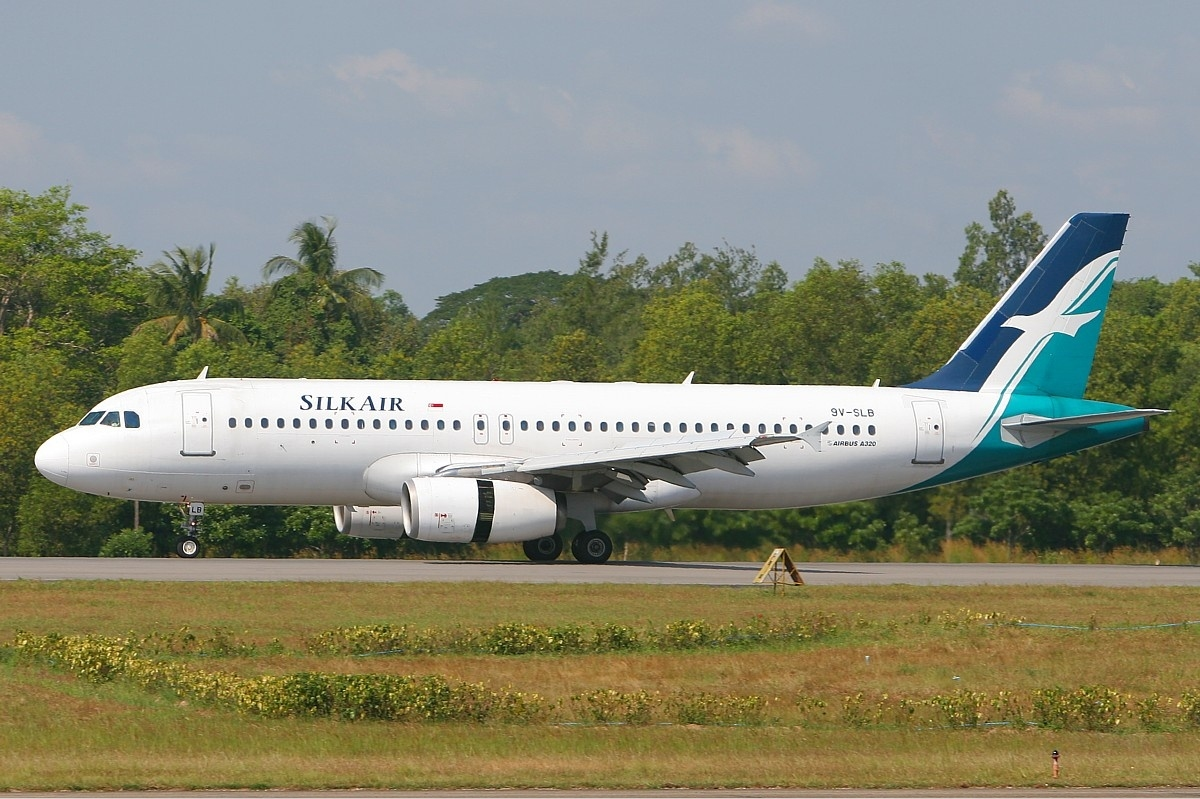
Airbus A320 da SilkAir.

| Aeronave        | Quantidade | Encomendas |
| --------------- | ---------- | ---------- |
| Airbus A319-100 | 5          |            |
| Airbus A320-200 | 13         |            |
| Boeing 737-800  | 10         | 4          |
| Total           | 28         | 4          |